# Ischnopopillia lateralis
Ischnopopillia lateralis är en skalbaggsart som beskrevs av Hope 1831. Ischnopopillia lateralis ingår i släktet Ischnopopillia och familjen Rutelidae. Inga underarter finns listade i Catalogue of Life.